# Phthiracarus longulus
Phthiracarus longulus är en kvalsterart som först beskrevs av Koch 1841.  Phthiracarus longulus ingår i släktet Phthiracarus och familjen Phthiracaridae. Inga underarter finns listade i Catalogue of Life.